# Выгодоприобретатель
Выгодоприобрета́тель, также бенефициа́рий, бенефициа́р (от фр. bénéfice «при́быль, по́льза») — физическое или юридическое лицо, которому предназначен денежный платёж; получатель денег.
По российскому законодательству (Федеральный закон от 23.07.2010 N 176-ФЗ) выгодоприобретатель — лицо, к выгоде которого действует агент, в том числе на основании агентского договора, договоров поручения, комиссии и доверительного управления, при проведении операций с денежными средствами и иным имуществом. В отличие от бенефициарного владельца (Федеральный закон от 07.08.2001 № 115-ФЗ «О противодействии легализации (отмыванию) доходов, полученных преступным путём, и финансированию терроризма») за понятием выгодоприобретатель нет никакого сокрытия личности, — это вполне открыто позиционируемое лицо, получающее выгоду.
Например:
- Лицо, получающее доходы от своего имущества, переданного в доверительное управление другому лицу, юридическому или физическому (при сдаче в аренду, наём), либо от использования своей собственности третьими лицами. [Например, при передаче акционером акций управляющей организации (по отношению к собственности, в данном случае акциям, выступающей номинальным держателем) в целях получения подлинным собственником максимального дохода. В похожей ситуации, когда акции подлинного собственника используются в виде займов брокером (организации, по отношению к собственности, ценным бумагам выступающей номинальным держателем) на основании соглашений с брокером, — выгодоприобретателем от имущества подлинного собственника является брокер, то есть получает доходы от чужого имущества (по смыслу слова выгода). Подлинный собственник сам управляет своим имуществом через брокера, но предоставляет брокеру возможность увеличить его доходы, используя имущество подлинного собственника. Вариант займа брокером акций подлинного собственника во время действия договора на брокерское обслуживание, — разновидность вознаграждения брокеру].
- В случае доверительной собственности (отличать от доверительного управления) лицо, получающее доходы от траста (в РФ траста нет в законодательстве, только доверительное управление).
- В страховании, лицо, установленное законом или назначенное страхователем для получения страховых выплат по договору страхования. Фиксируется в страховом полисе[1][2]. В имущественном страховании выгодоприобретателем может быть любой собственник имущества, если это имущество застраховано другим лицом в его пользу. Например, лизингополучатель (арендатор) заключает договор страхования, являясь страхователем, а выгодоприобретателем по договору выступает лизингодатель (арендодатель). В личном страховании очень распространена практика страхования жизни в пользу супруга(-и) или детей.
- Выгодоприобретателем может быть также лицо в силу наследственного права, если лицо, обозначенное в страховом полисе (договоре) в качестве такового, не доживает до окончания срока действия договора страхования.
- Выгодоприобретателем является также лицо, в чью пользу банк-эмитент открывает документарный аккредитив[3].